# Displej z tekutých krystalů

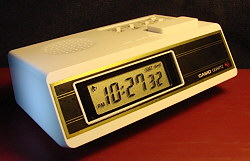
budík s LCD

Displej z tekutých krystalů (LCD, anglicky liquid crystal display) je tenké a ploché zobrazovací zařízení skládající se z omezeného (velikostí monitoru) počtu barevných nebo monochromatických pixelů seřazených před zdrojem světla nebo reflektorem. Vyžaduje poměrně malé množství elektrické energie; je proto vhodné pro použití v přístrojích běžících na baterie. Každý pixel LCD se skládá z molekul tekutých krystalů uložených mezi dvěma průhlednými elektrodami a mezi dvěma polarizačními filtry, přičemž osy polarizace jsou na sebe kolmé. Bez krystalů mezi filtry by bylo světlo procházející jedním filtrem blokováno filtrem druhým. Molekuly tekutých krystalů jsou bez vnějšího elektrického pole ovlivněny mikroskopickými drážkami na elektrodách.
Drážky na elektrodách jsou vzájemně kolmé, takže molekuly jsou srovnány do spirálové struktury a stáčí polarizaci procházejícího světla o 90 stupňů, což mu umožňuje projít i druhým filtrem. Polovina světla je absorbována prvním polarizačním filtrem, kromě toho je ale celá sestava průhledná.
V okamžiku vzniku pole jsou molekuly tekutých krystalů taženy rovnoběžně s elektrickým polem, což snižuje rotaci vstupujícího světla. Pokud nejsou tekuté krystaly vůbec stočené, procházející světlo bude polarizováno kolmo k druhému filtru, a tudíž bude úplně blokováno a pixel se bude jevit jako nerozsvícený. Pomocí ovlivnění stočení krystalů v pixelu lze kontrolovat množství procházejícího světla, a tudíž i celkovou svítivost pixelu.
Je obvyklé srovnat polarizační filtry tak, že bez přívodu elektrické energie jsou pixely průhledné a až při průchodu elektrického proudu se stanou neprůhlednými. Někdy je ovšem pro dosažení speciálních efektů uspořádání opačné.
Elektrické pole potřebné pro rychlé srovnání molekul tekutých krystalů je ale také dostatečné pro jejich úplné „vystrčení“ z pozice, což poškozuje displej. Tento problém je vyřešen použitím střídavého proudu.
Pro finanční úsporu v elektronice jsou LCD často multiplexovány. V multiplexovaném displeji jsou elektrody na jedné straně displeje seskupeny (typicky po sloupcích) a každá skupina má svůj zdroj napětí. Na druhé straně jsou elektrody také seskupeny (typicky po řádcích), přičemž každá tato skupina má svůj spotřebič napětí. Skupiny jsou navrženy tak, aby každý pixel měl unikátní kombinaci zdroje a spotřebiče. Elektronika pak řídí zapínání zdrojů a spotřebičů.

## Výroba LCD
Pro vyrobení LCD je potřeba začít u dvou kusů polarizovaného skla. Poté se na nepolarizovanou stranu skla nanese speciální polymer, který vytváří na povrchu mikroskopické drážky. Směr těchto drážek musí být ve stejném směru jako polarizační film. Poté se nanese na jeden z filmů povlak z nematických tekutých krystalů. Polymerové drážky způsobí, že se první vrstva molekul vyrovná v souladu s orientací filtru. Následně je nutné přidat další sklo s polarizačním filtrem, ovšem tento filtr svírá s předchozím úhel 90° (naležato). Každá další vrstva molekul se přidává a otáčí a to až do okamžiku, kdy je mezi nejvyšší vrstvou a dnem úhel 90°, což odpovídá filtrům z polarizovaného skla.
Jakmile dopadne světlo na první filtr, dojde k jeho polarizaci. Molekuly každé vrstvy vedou přijaté světlo směrem k další vrstvě. Když prochází světlo těmito vrstvami tekutých krystalů, molekuly také mění rovinu kmitání světla, a to tak, aby odpovídala jejich vlastnímu úhlu. Jakmile tedy světlo dorazí ke vzdálené části hmoty tekutých krystalů, kmitá pod stejným úhlem jako poslední vrstva molekul. Pokud je poslední vrstva sesouhlasena s polarizačním filtrem – světlo prochází. V opačném případě vidíte na obrazovce tmu.
Pokud molekuly tekutých krystalů vystavíte elektrickému náboji, změní svůj směr. Po opětovném srovnání, začnou měnit úhel světla, které jimi prochází, a tento úhel nebude již odpovídat úhlu vrchního polarizačního filtru. Takovou oblast displeje nemůže procházet žádné světlo, a proto bude tmavé.
Mezi polarizační filtry se ještě přidává matice – aktivní nebo pasivní:
- Pasivní matice je jednodušší. Tvoří ji dva substráty skla, přičemž jeden tvoří sloupce a druhý řady. Tyto jsou napojeny na integrované obvody, které přivádějí elektrický náboj k určitému bodu v určité řadě a sloupci.

- Aktivní displeje mají matici složitější, jelikož je tvořena tenkovrstvými tranzistory (TFT metoda). Pomocí této metody lze přesně ovládat velikost napětí na krystalech a tím i ovládat jas displeje.

U LCD se spotřeba energie liší v závislosti na jasu.
Výroba LCD je většinou záležitostí firem z Japonska, Číny a Hongkongu, na území České republiky se nacházel výrobce pasivních i TFT displejů, OCZ Vrchlabí a.s., výrobu ukončil v roce 2016.

## Barevné displeje

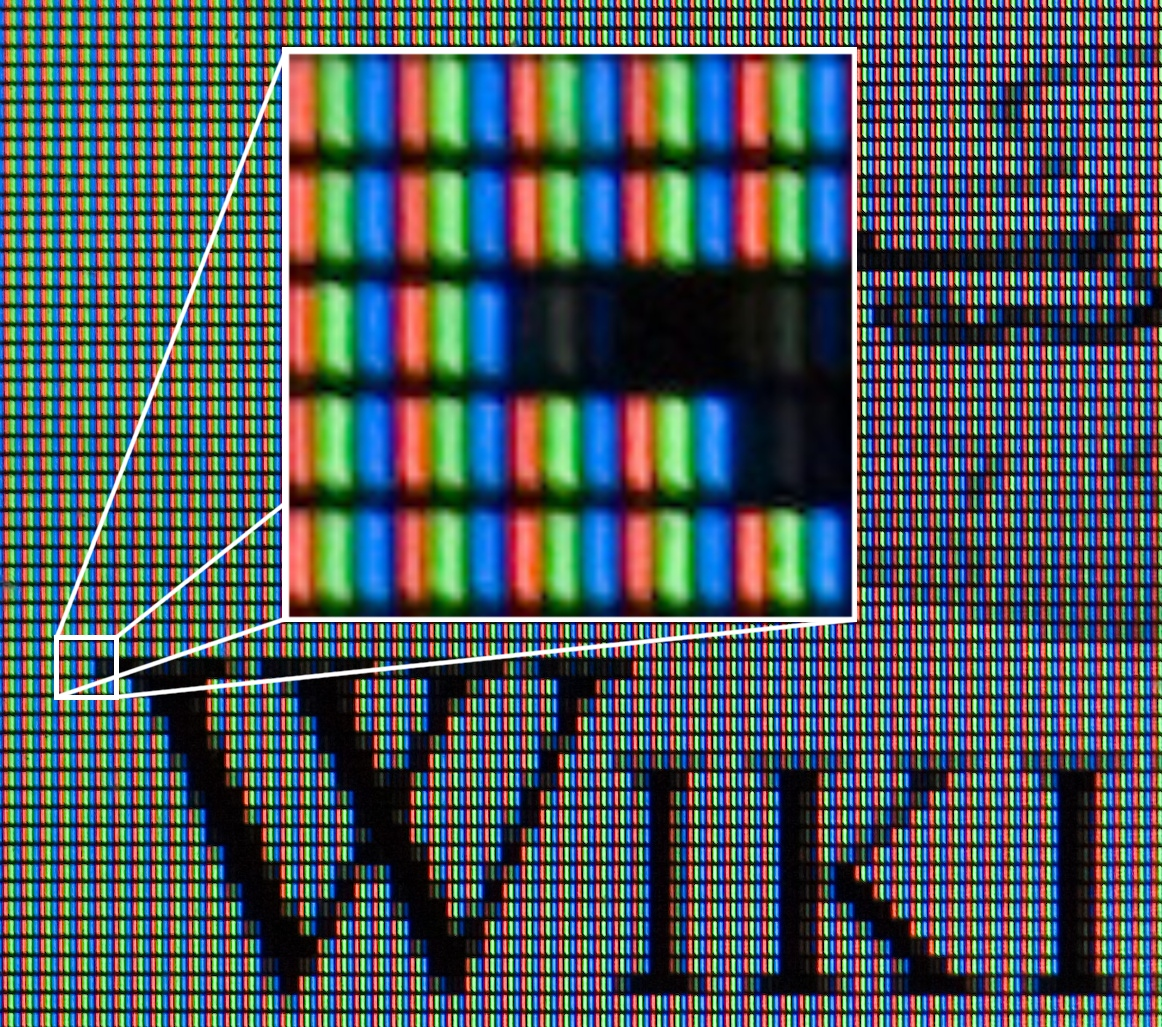
Logo Wikipedie zobrazené na LCD

V barevných LCD je každý pixel rozdělený do tří subpixelů, a to červeného, zeleného a modrého (tedy RGB). Svítivost každého subpixelu je možné kontrolovat nezávisle na ostatních, díky tranzistorům; jejich kombinací lze pak dosáhnout milionů barev. Starší CRT monitory používaly podobnou metodu.
Barevné složky (subpixely) je možné sestavit v různých geometriích, v závislosti na použití monitoru. V případě, že software zná geometrii monitoru, je možné zvýšit viditelné rozlišení pomocí metody subpixel rendering. Tato metoda je obzvláště praktická pro vyhlazování písma.
LCD rozdělujeme na pasivní STN (Supertwist Nematic) a aktivní TFT (Thin-Film Transistors).
Aktivní displeje TFT rozdělujeme na:
- TN+Film (Twisted nematic)
- IPS (In-Plane Switching)
- MVA (Multi-domain Vertical Alignment)
- PVA (Patterned Vertical Alignment)
- S-PVA (Super-PVA)
- S-IPS (Super-IPS)